# 祝千·洛藏官却丹增
祝千·洛藏官却丹增（？—？）民族及籍贯不详，第五世祝千活佛。

## 生平
洛藏官却丹增是第四世祝千活佛图丹成来南嘉之后的第五世祝千活佛。其后，为第六世祝千活佛官却曲吉尼玛。